# Шахбазов, Гашам Джалил оглы
Шахбазов Гашам Джалил оглы (1902, Гарахамзали, Эриванская губерния — 1989, Баку) — советский партийный и государственный деятель, первый секретарь Зангибасарского райкома Компартии Армении (1947—1950).

## Жизнь и деятельность
Гашам Джалил оглу Шахбазов родился в 1902 году в селе Гарахамзали Иреванского района Иреванской области. Он был младшим в семье. Среднее образование получил в г. Ереване, а в начале 1925 года работал в Ереванском ЦК ЛКСМ. Через короткое время он был назначен ответственным организатором ВЛКСМ района Ени Беязид (позже Басаркечерский район).
В 1928 году Гашам Шахбазов поступил в техникум имени Самеда Агамалиоглу в Баку, затем продолжил образование в Азербайджанском государственном сельскохозяйственном институте в Гяндже. Вернувшись в Басаркечарский район, три года работал здесь начальником управления водного хозяйства.
Гашам Шахбазов, переехавший в Ереван после вступления в Коммунистическую партию Советского Союза в 1938 году, работал заместителем главного редактора газеты «Совет Эрменистаны», а затем был направлен в Ведиский район заместителем директора МТС по политические вопросы. В 1942 году его забрали на военную службу в ряды Красной Армии, но через несколько дней вернули из Тбилиси и назначили на должность редактора газеты Карабахской области. В 1944 году он был избран вторым секретарем Карабахского райкома Компартии Армении, а в начале 1946 года назначен заведующим отделом ЦК Компартии Армении.
Гашам Шахбазов был избран первым секретарем Зангибасарского райкома КПСС Армении в 1947 году и стал последним азербайджанцем, занявшим эту должность. В 1950 году был снят с поста первого секретаря района и направлен на учёбу в Бакинскую высшую партийную школу в связи с протестом против депортации азербайджанцев из Армении. После завершения учёбы его направили помогать на строительных работах в город Сумгаит, а через некоторое время назначили председателем колхоза «Комсомол» Шамхорского района. Проработав здесь 3 года, он вернулся в Баку и прожил здесь до конца жизни.
Гашам Шахбазов умер в 1989 году в возрасте 71 года.

## Семья
У Гашама Шахбазова было шестеро детей: Огтай, Эмин, Севиль, Эльдар, Арифа и Афат. Его старший сын Октай был заведующим делами президента Азербайджанской Республики. Он отец Парвиза Шахбазова, министра энергетики Азербайджанской Республики. Эльдар Шахбазов — доктор технических наук, профессор.